# Conomma biarmata
Conomma biarmata is een hooiwagen uit de familie Pyramidopidae.